# Sender Reutlingen (Scheibengipfel)
Der Sender Reutlingen (Scheibengipfel) ist ein Füllsender des Südwestrundfunks für Fernsehen und Hörfunk. Er befindet sich auf dem 534 Meter hohen, bewaldeten Scheibengipfel, etwa zwei Kilometer nordöstlich der Reutlinger Innenstadt.

## Sender
Als Antennenträger kommt ein 49,6 Meter hoher Fertigbetonmast zum Einsatz, welcher im Jahr 2012 als Ersatz für einen freistehenden Stahlbetonmast erbaut wurde.
Seit 29. März 2017 wird vom Scheibengipfel via DVB-T2 HD ein Programmbouquet aus öffentlich-rechtlichen sowie verschlüsselten privaten Sendern in HD-Qualität verbreitet. Obendrein wird die nahe Umgebung mit den Rundfunkprogrammen DASDING vom SWR, Antenne 1 sowie Neckaralb Live versorgt.
Bis zur Einführung von DVB-T wurden von diesem Sender die Fernsehprogramme ZDF und SWR Fernsehen terrestrisch ausgestrahlt. Früher sendete auch B.TV analog von diesem Senderstandort aus, doch diese Ausstrahlung wurde lange vor der Abschaltung der beiden anderen Programme eingestellt.
Seit dem 16. März 2022 werden die Radiosender des  ersten deutschen DAB+ Bundesmux ausgestrahlt.

## Frequenzen und Programme

### Analoger Hörfunk (UKW)
Folgende Hörfunkprogramme werden von diesem Senderstandort auf UKW abgestrahlt:
| Frequenz (MHz) | Programm       | RDS PS   | RDS PI                | Regionalisierung | ERP (kW) | Antennendiagramm rund (ND)/gerichtet (D) | Polarisation horizontal (H)/vertikal (V) |
| -------------- | -------------- | -------- | --------------------- | ---------------- | -------- | ---------------------------------------- | ---------------------------------------- |
| 97,7           | DASDING        | DASDING_ | D3A5                  | –                | 2        | D (170–320°)                             | H                                        |
| 103,1          | Antenne 1      | antenne1 | D60A (regional), D30A | Reutlingen       | 0,1      | D (170–220°)                             | H                                        |
| 104,8          | Neckaralb Live | NECKRALB | D30F                  | –                | 1        | ND                                       | H                                        |

### Digitales Radio (DAB)
Digitales Radio (DAB/DAB+) wird in vertikaler Polarisation und im Gleichwellenbetrieb mit anderen Sendern ausgestrahlt.
| Block                       | Programme (Datendienste) | ERP (kW) | Antennen- diagramm rund (ND), gerichtet (D) | Polarisation horizontal (H)/ vertikal (V) | Gleichwellennetz (SFN) |
| --------------------------- | --- | -------- | ------------------------------------------- | ----------------------------------------- | --- |
| 5C DRDeutschland (D__00188) | DAB+ Block der Media Broadcast: - Absolut relax (72 kbps) - Dlf (104 kbps) - Dlf Kultur (112 kbps) - Dlf Nova (104 kbps) - DRadio DokDeb (48 kbps) - Energy Digital (72 kbps) - ERF Plus (64 kbps) - Klassik Radio (72 kbps) - Radio Bob (72 kbps) - Radio Horeb (48 kbps) - Radio Schlagerparadies (64 kbps) - Schwarzwaldradio (64 kbps) - sunshine live (72 kbps) - DRadio Daten (32 kbps Daten) - EPG Deutschland (16 kbps Daten) - TPEG (16 kbps Daten) - TPEG_MM (16 kbps Daten) | 1        |                                             | V                                         | - Baden-Württemberg: Aalen, Baden-Baden (Fremersberg), Bad Mergentheim, Blauen, Brandenkopf, Donaueschingen, Feldberg im Schwarzwald, Freiburg (Vogtsburg-Totenkopf), Geislingen (Oberböhringen), Großerlach (Hohe Brach), Heidelberg (Königstuhl), Heilbronn (Schweinsberg), Hochrhein (Rickenbach), Hornisgrinde, Pforzheim (Schömberg-Langenbrand), Raichberg, Ravensburg (Höchsten), Reutlingen, Stuttgart (Frauenkopf), Ulm (Kuhberg) - Bayern: Amberg (Hirschau), Aschaffenburg (Pfaffenberg), Augsburg (Hotelturm), Bad Tölz (Gaißach), Bamberg (Geisberg), Büttelberg, Brotjacklriegel, Dillberg, Grünten, Herzogstand, Hochberg (Traunstein), Hoher Bogen, Inntal (Ebbs), Ingolstadt (Gelbelsee), Kreuzberg/Rhön, Landshut (Altdorf), München (Olympiaturm), Nennslingen (Büchelberg), Nürnberg, Oberammergau, Ochsenkopf, Passau, Pfänder, Pfaffenhofen, Pfarrkirchen, Pfronten, Regensburg (Hohe Linie), Unterringingen, Untersberg, Wendelstein (Bayrischzell), Würzburg (Frankenwarte) - Berlin: Berlin (Alexanderplatz), Berlin (Scholzplatz) - Brandenburg: Bad Belzig, Booßen, Brandenburg/Havel, Calau, Casekow, Cottbus, Eisenhüttenstadt, Petkus, Pritzwalk, Templin - Bremen: Bremen (Walle), Bremerhaven-Schiffdorf - Hamburg: Hamburg (Moorfleet), Hamburg (Heinrich-Hertz-Turm) - Hessen: Bad Hersfeld (Rimberg), Biedenkopf (Sackpfeife), Fulda (Hummelskopf), Frankfurt (Europaturm), Gelnhausen (Schnepfenkopf), Gießen (Dünsberg), Großer Feldberg, Hardberg, Hohe Wurzel, Hoher Meißner, Kassel (Habichtswald), Mainz-Kastel - Mecklenburg-Vorpommern: Garz (Rügen), Güstrow, Malchin, Neubrandenburg-Süd, Rostock (Toitenwinkel), Röbel, Schwerin (Zippendorf-Gr.Dreesch), Torgelow, Wismar/Rüggow, Züssow - Niedersachsen: Aurich-Popens, Braunschweig (Broitzem), Braunschweig (Drachenberg), Cuxhaven-Stadt, Dannenberg, Göttingen (Bovenden-Osterberg), Hannover (Telemax), Lingen, Lüneburg-Neu Wendhausen, Molbergen-Peheim, Osnabrück (Bramsche-Schleptruper Egge), Hildesheim (Sibbesse), Steinkimmen, Uelzen, Visselhövede, Wilhelmshaven - Nordrhein-Westfalen: Aachen (Karlshöhe), Bielefeld (Hünenburg), Bonn (Venusberg), Dortmund (Florianturm), Düsseldorf (Rheinturm), Eggegebirge, Herscheid, Hochsauerland (Hunau), Hürtgenwald-Großhau, Köln (Colonius), Langenberg, Lügde-Rischenau (Köterberg), Minden (Jakobsberg), Münster (Fernmeldeturm), Schöppingen, Siegen-Süd, Wesel - Rheinland-Pfalz: Bad Kreuznach (Schanzenkopf), Bad Marienberg (Westerwald), Bornberg, Daun (Eifel), Edenkoben (Kalmit), Heckenbach-Schöneberg (Ahrweiler), Idar-Oberstein, Kaiserslautern, Kettrichhof, Koblenz (Kühkopf), Trier (Petrisberg) - Saarland: Merzig-Merchingen, Saarbrücken (Schoksberg) - Sachsen: Chemnitz, Dresden, Geyer, Leipzig, Löbau, Neustadt, Oschatz, Schöneck, Zwickau Ost - Sachsen-Anhalt: Brocken, Burg, Dequede, Petersberg, Pettstädt (Weißenfels), Schneidlingen, Wittenberg - Schleswig-Holstein: Bungsberg, Flensburg, Heide, Helgoland, Hennstedt, Kiel (Kronshagen), Lübeck (Stockelsdorf), Schleswig, Niebüll (Süderlügum), Westerland (Sylt) - Thüringen: Bleßberg (Sonneberg), Erfurt-Hochheim, Gera, Inselsberg, Jena (Oßmaritz), Kulpenberg, Saalfeld (Remda), Lobenstein (Sieglitzberg), Weimar (Ettersberg) |
| 8D SWR BW S (D__00235)      | DAB+ Block des SWR - SWR1 BW (112 kbps) - SWR Kultur (128 kbps) - SWR3 (Rheinland bis Bodensee) (112 kbps) - SWR4 FN (Studio Friedrichshafen) (112 kbps) - SWR4 FR (Südbaden) (112 kbps) - SWR4 S (Studio Stuttgart) (112 kbps) - SWR4 TU (Studio Tübingen) (112 kbps) - SWR4 UL (Studio Ulm) (112 kbps) - SWR Aktuell (72 kbps) - DASDING (112 kbps) - EPG (24 kbps) - TPEG (16 kbps)                                                                                                 | 1        |                                             | V                                         | Bad Urach, Baiersbronn, Blauen, Brandenkopf, Eggberg (Bad Säckingen), Elzach Elztal, Eyachtal (Albstadt-Ebingen), Feldberg im Schwarzwald, Freiburg (Schönberg), Hornisgrinde, Raichberg, Reutlingen (Scheibengipfel), Reifersberg, Schramberg, Rottweil (Deilingen), Schutterlindenberg, Sigmaringen, Ulm/Kuhberg, Villingen-Schwenningen, Wannenberg, Witthoh |
| 11B OAS BW (D__00201)       | DAB+-Multiplex der ON AIR support GmbH: - Antenna BW (72 kbps) - Antenne 1 (72 kbps) - baden.fm (72 kbps) - bigFM (72 kbps) - Die Neue 107.7 (72 kbps) - die neue welle (72 kbps) - Energy Stuttgart (72 kbps) - Donau 3 FM (72 kbps) - egoFM (72 kbps) - Hitradio Ohr (72 kbps) - Radio 7 (72 kbps) - Radio Regenbogen (72 kbps) - Rock FM (72 kbps) - Das Neue Radio Seefunk (72 kbps) - Radio Teddy (72 kbps) - Radio Ton (72 kbps)                                                 | 1        |                                             | V                                         | Aalen, Alpirsbach, Bad Mergentheim, Baden-Baden (Merkur), Baiersbronn, Blauen, Brandenkopf, Donaueschingen, Freiburg (Schönberg), Forbach, Geislingen (Oberböhringen), Heidelberg (Königstuhl), Heilbronn (Schweinsberg), Hochrhein (Rickenbach), Hornisgrinde, Karlsruhe (Grünwettersbach), Kempten, Kreuzwertheim, Lahr (Schutterlindenberg), Langenburg, Mudau, Pfänder, Pforzheim (Langenbrand), Raichberg, Ravensburg (Höchsten), Reutlingen, Schramberg/Sulgen-Süd, Stuttgart (Frauenkopf), Tuttlingen (Witthoh), Ulm (Kuhberg) |

### Digitales Fernsehen (DVB-T2)
DVB-T2 HD wird im Gleichwellenbetrieb auf folgenden Frequenzen gesendet.
| Kanal | Frequenz (MHz) | Multiplex        | Programme im Multiplex | ERP (kW) | Antennen- diagramm rund (ND)/ gerichtet (D) | Polarisation horizontal (H)/ vertikal (V) | Modulations- verfahren | FEC | Guard- intervall | Bitrate (Mbit/s) | Gleichwellennetz (SFN)                                         |
| ----- | -------------- | ---------------- | --- | -------- | ------------------------------------------- | ----------------------------------------- | ---------------------- | --- | ---------------- | ---------------- | -------------------------------------------------------------- |
| 23    | 490            | ZDFmobil-Bouquet | - ZDF HD - 3sat HD - ZDFinfo HD - ZDFneo HD - Ki.Ka HD | 5        | ND                                          | H                                         | 64-QAM                 | 3/5 | 19/128           |                  | Frauenkopf, Waldenburg, Aalen, Heilbronn-Weinsberg, Reutlingen |
| 25    | 506            | freenet2         | - Kabel eins HD - ProSieben HD - ProSieben Maxx HD - Sat.1 Gold HD - Sat.1 HD - Sixx HD - Sport1 HD                                                        | 5        | ND                                          | H                                         | 64-QAM                 | 2/3 | 1/16             |                  | Frauenkopf, Reutlingen                                         |
| 26    | 514            | freenet1         | - n-tv HD - RTL HD - RTL2 HD - NITRO HD - Super RTL HD - Tele 5 HD - VOX HD - multithek (HbbTV-Dienst mit mehreren Streams)                                | 5        | ND                                          | H                                         | 64-QAM                 | 2/3 | 1/16             |                  | Frauenkopf, Reutlingen                                         |
| 28    | 530            | SWR-BW           | - SWR Fernsehen Baden-Württemberg HD - SWR Fernsehen Rheinland-Pfalz HD - hr-fernsehen HD - BR Fernsehen (Schwaben/Altbayern) HD - WDR Fernsehen (Köln) HD | 5        | ND                                          | H                                         | 64-QAM                 | 3/5 | 19/256           | 24,5             | Frauenkopf, Waldenburg, Aalen, Heilbronn-Weinsberg, Reutlingen |
| 32    | 562            | ARD-SWR          | - Das Erste (SWR) HD - Arte HD - Phoenix HD - One HD - Tagesschau24 HD                                                                                     | 5        | ND                                          | H                                         | 64-QAM                 | 3/5 | 19/256           | 24,5             | Frauenkopf, Waldenburg, Aalen, Heilbronn-Weinsberg, Reutlingen |
| 45    | 666            | freenet3         | - 1-2-3.tv HD - Bibel TV HD - Disney Channel HD - DMAX HD - Eurosport 1 HD - freenet shopping - HSE24 HD - nickelodeon HD - QVC HD - QVC2 HD - WELT HD     | 5        | ND                                          | H                                         | 64-QAM                 | 2/3 | 1/16             |                  | Frauenkopf, Reutlingen                                         |

### Analoges Fernsehen (PAL)
Vor der Umstellung auf DVB-T diente der Sendestandort für analoges Fernsehen:
| Kanal | Frequenz (MHz) | Programm                        | ERP (kW) | Sendediagramm rund (ND)/ gerichtet (D) | Polarisation horizontal (H)/ vertikal (V) |
| ----- | -------------- | ------------------------------- | -------- | -------------------------------------- | ----------------------------------------- |
| 33    | 567,25         | ZDF                             | 0,08     | D                                      | H                                         |
| 43    | 647,25         | B.TV                            | 0,1      | D                                      | H                                         |
| 53    | 727,25         | SWR Fernsehen Baden-Württemberg | 0,18     | D                                      | H                                         |